# Kokomo
Kokomo je město ve Spojených státech amerických. Nachází se v okrese Howard County, jehož je správním městem, ve státě Indiana. Ve městě žije  obyvatel a jeho rozloha činí . Leží asi 97 kilometrů severně od Indianapolis a 137 kilometrů jižně od města South Bend.
Město bylo založeno roku 1855. Své sídlo zde má společnost Delco Electronics. Město bylo pojmenováno po indiánovi se jménem Ma-Ko-Ko-Mo. V minulosti se město přezdívalo City of Firsts.

## Rodáci
- Ryan White (1971–1990) – americký chlapec, který zemřel na AIDS